# Dryopteris filix-mas
El helecho macho (Dryopteris filix-mas)  es un helecho de los más comunes de la familia Dryopteridaceae.

## Distribución y hábitat
Es natural del  hemisferio norte templado, de Europa, Asia y Norteamérica. Crece mejor en áreas sombreadas, y es particularmente ubicado en bosques. Es mucho menos abundante en Norteamérica que en Europa.
Se le llama "macho" en diferencia con el más delicado "helecho hembra" Athyrium filix-femina.

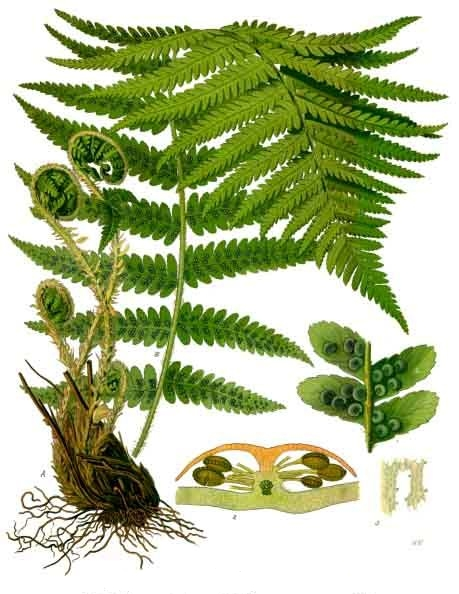
Ilustración del siglo XIX

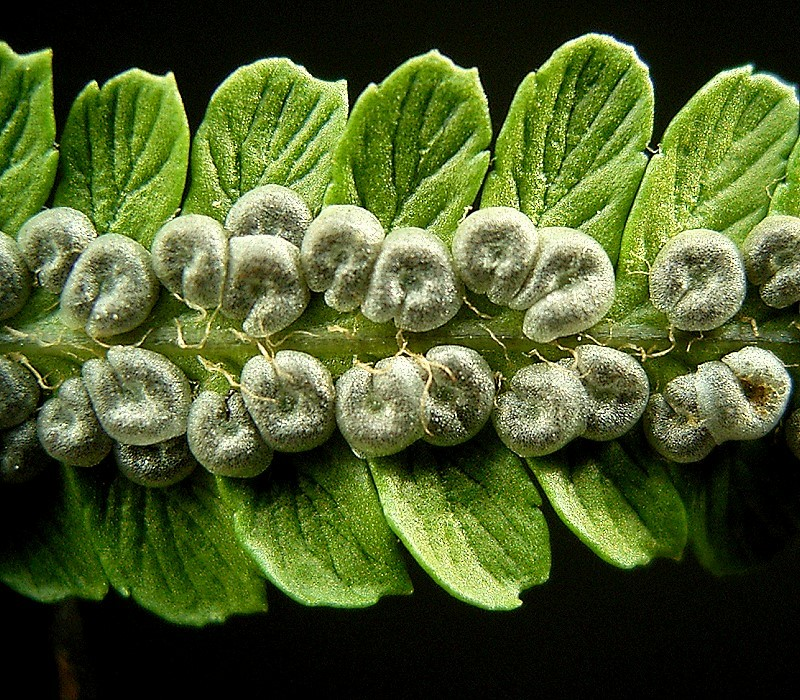

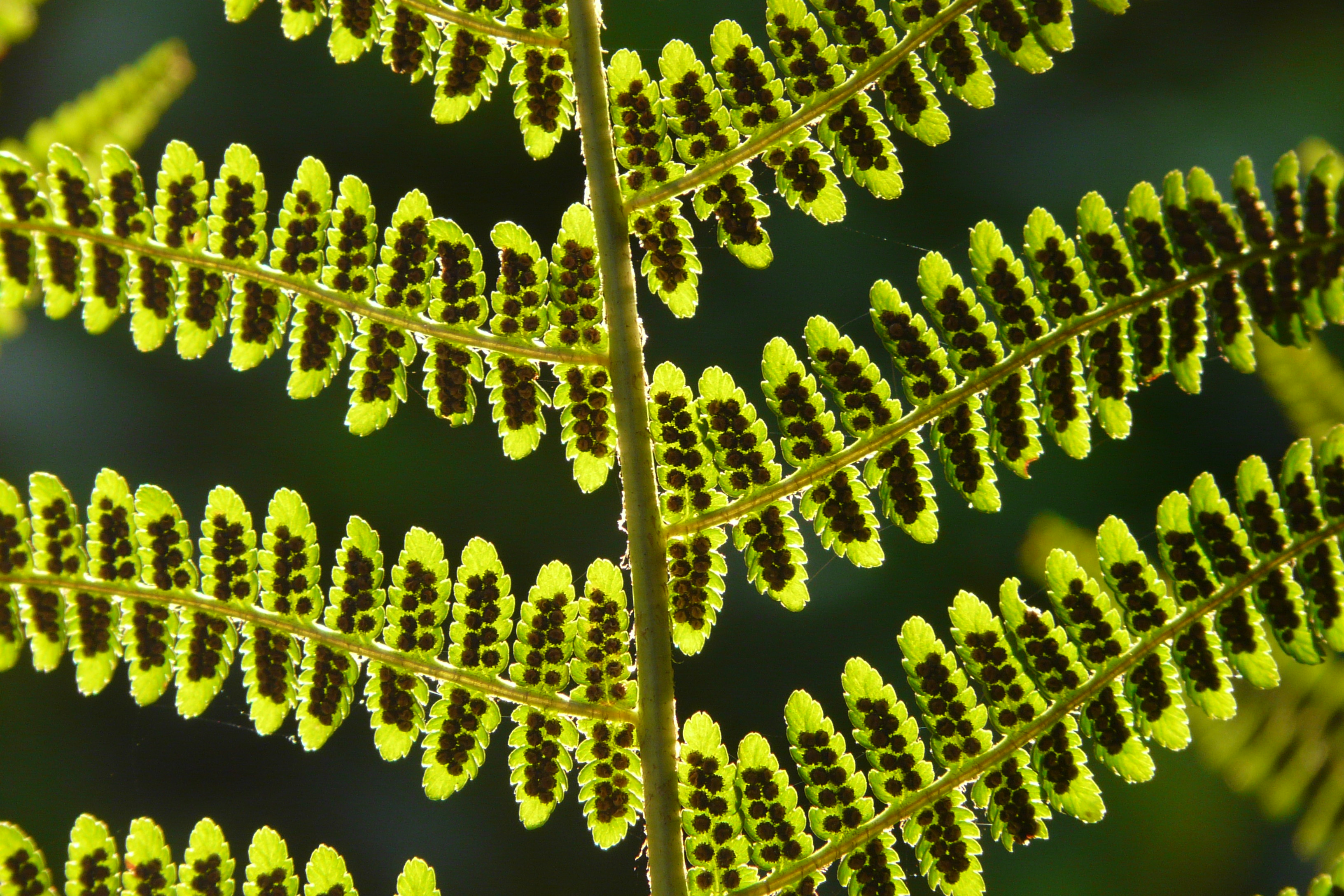
Esporas

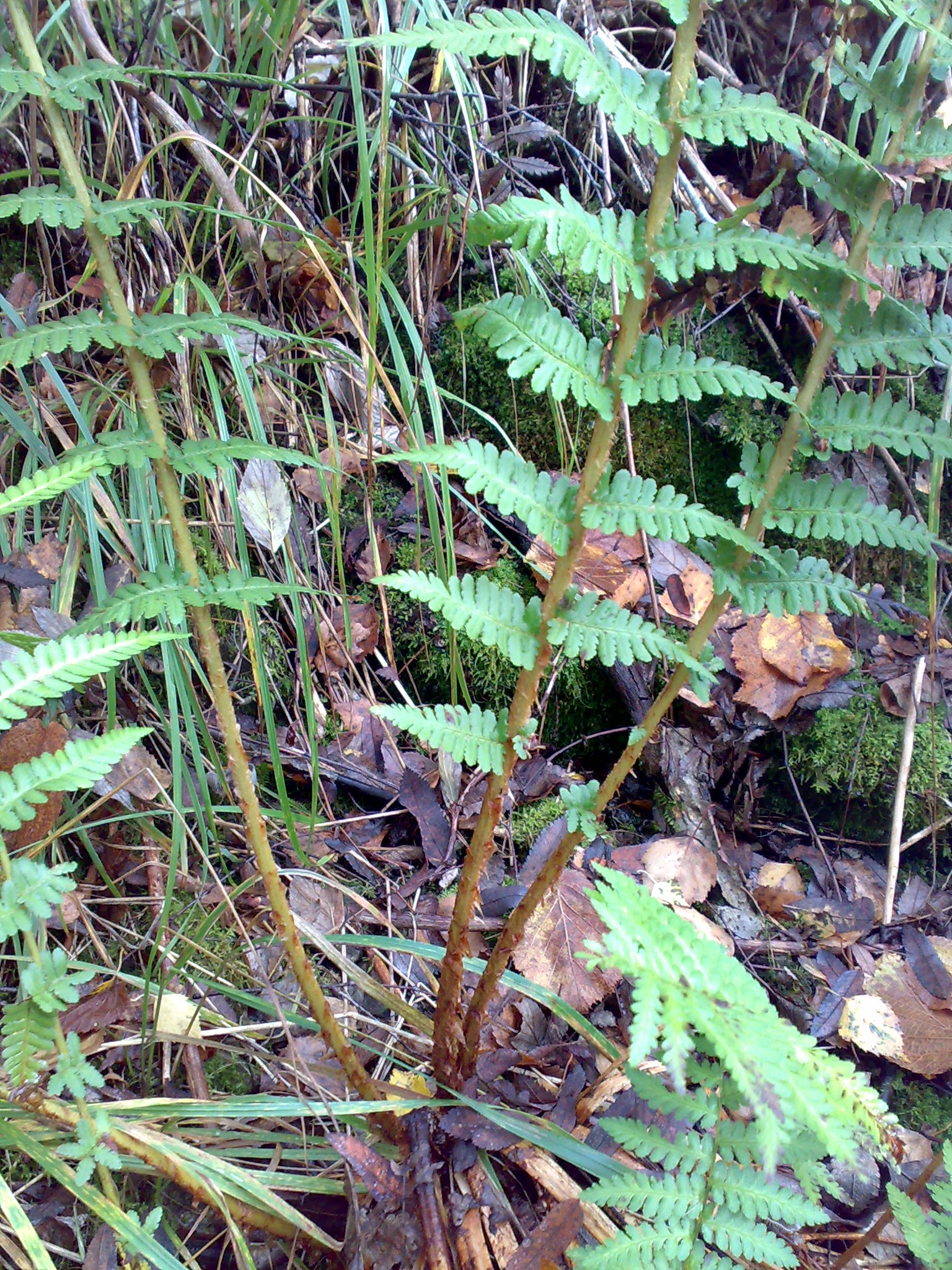
En su hábitat

## Descripción
Posee un rizoma rollizo y grueso, confundiéndose con la raíz, y da origen a frondes pecioladas, primero enrolladas como  cayado y cubiertas de escamas castañas. Las hojas tienen un hábito de crecimiento ascendente, alcanza una longitud máxima de 15 dm, con una sola corona en cada pie de raíz. Son bipinnadas, con 20-35 pinnas en cada lado del raquis. Las pínulas son algo romas, y lobuladas iguales en todo su contorno. Los culmos se cubren con escamas anaranjadas beige. En la cara abaxial de las láminas maduras se desarrollan en dos filas 5 a 6 soros. Cuando las esporas maduran en agosto a noviembre, el indusium comienza a secarse, ayudando en la dispersión de las esporas.
Esta especie híbrida fácilmente con  Dryopteris affinis (helecho macho escamoso) y con Dryopteris oreades (helecho de montaña).

### Cultivo y usos
La raíz era usada, hasta hace poco, como antihelmíntico para  expulsar Cestodas. Y antes se lo referenciaba en antiguas  literaturas como helecho de los gusanos. También crece como helecho ornamental en jardines.
También es usado para la psoriasis. Se tiene que hacer una infusión y dejarlo reposar, pero en vez de beberlo como todas las infusiones, tienes que esparcirlo con un algodón por la piel afectada.
Historia
La Sociedad Mexicana de Historia Natural, a finales del siglo XIX la reporta como antiparasitario.
Para el siglo XX la Sociedad Farmacéutica de México la indica como antiparasitario y Maximino Martínez repite la información como antiparasitario además de oxitócico.
Química
En el rizoma de este helecho se han identificado los compuestos quinoideos, albaspidín BB, tris-para-aspidín BBB, deaspidín, tris-deaspidín, ácidos filíxicos BBB, PBB y PBP, flavaspídico BB, tetra-flavaspídico BBB y tris-flavaspídico BBB; y los componentes bencénicos aspidín, para-aspidín BB, aspidinol, deaspidín BB, filicina, ácido filicílico y ácido flavaspídico, también contiene un aceite esencial, resina, taninos, un principio amargo, el glicósido filixolina.
En las partes aéreas se han detectado los flavonoides astragalín, camferol, epi-catequina, dryopterina, leucocianidina, leucodelfinidín, leucopelargomidín, procianidín B-2, quercetina e isoquercetina; y los componentes fenilícos ácidos clorogénico y 5-cafeoil-clorogénico.

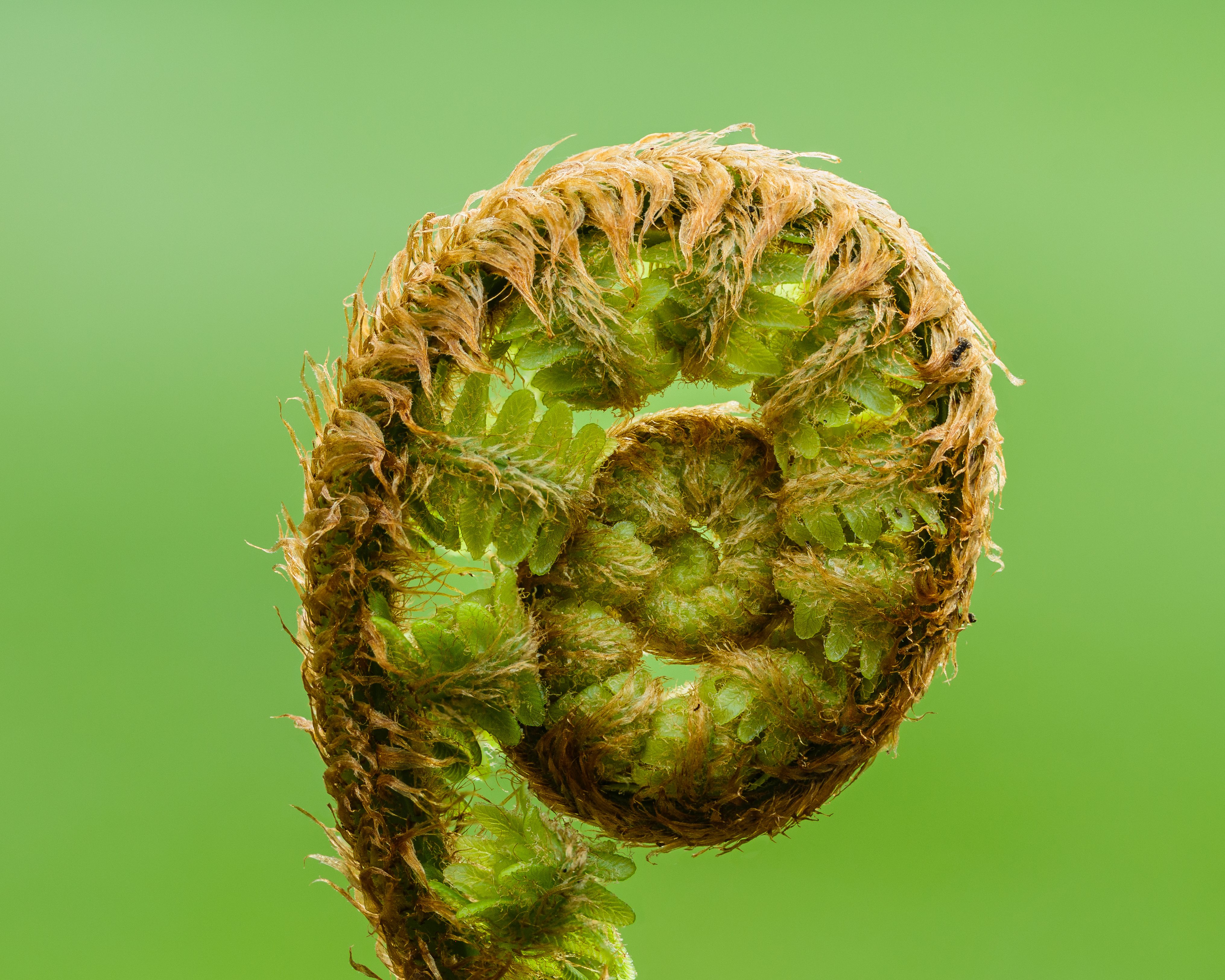
Hermosa hoja desenrollada de una Dryopteris filix-mas.

## Taxonomía
Dryopteris filix-mas fue descrita por (L.) Schott y publicado en Gen. Fil. , pl. 9. 1834.
Etimología
Dryopteris: nombre genérico que deriva del griego dryopterís = nombre de un helecho. En Dioscórides, de helecho (gr. pterís) que nace sobre los robles (gr. drys)]
filix-mas: epíteto latino que significa "helecho macho".
Sinonimia
- Aspidium filix-mas  (L.) Sw.
- Lastrea filix-mas (L.) C.Presl
- Lastrea officinalis Bubani
- Nephrodium filix-mas (L.) Strempel
- Polypodium filix-mas L.
- Polystichum cristatum auct.
- Polystichum filix-mas (L.) Roth
- Tectaria filix-mas (L.) Cav.[4]
- Aspidium depastum Schkuhr
- Aspidium erosum Schkuhr
- Aspidium expansum D. Dietr.
- Aspidium filix-mas (L.) Sw.
- Aspidium mildeanum Göpp.
- Aspidium nemorale (Salisb.) Gray
- Aspidium opizii Wierzb.
- Aspidium umbilicatum (Poir.) Desv.
- Aspidium veselskii Hazsl. ex Domin
- Dryopteris × bohemica Domin
- Dryopteris patagonica Diem
- Nephrodium crenatum Stokes
- Polypodium heleopteris Borkh.
- Polypodium nemorale Salisb.
- Polypodium umbilicatum Poir.
- Polystichum polysorum Tod.[5]

## Nombre común
- Castellano: dentabron, dentabrón, helecho, helecho macho, lafaleita, portaestandartes.